# Докерский узел
До́керский у́зел (через нидерл. dok, от лат. *ductiō; англ. Heaving-Line Bend) — морской соединяющий временный узел, которым привязывают выброску (бросательный конец) к швартовому канату при швартовке корабля к причалу. Существуют несколько вариантов прикрепления выброски к швартову, одним из которых и является докерский узел.

## Способ завязывания
Завести ходовой конец выброски в петлю швартового каната; обнести ходовым концом выброски коренной конец каната, образовав колы́шку; вставить конец выброски в колышку; затянуть.
Плюсы
- Легко развязывать[9][10]

Применение
- В морском деле узел применяют для закрепления выброски на швартовом канате при швартовке